# Crvonošci
Crvonošci (lat. Onychophora), samostalno koljeno unutar natkoljena Ecdysozoa a može ih se, vrlo pojednostavljeno, opisati kao crve s nogama, što i proizlazi iz njihovog hrvatskog imena. Nastanjuju uglavnom južnu polutku, a žive hraneći se malenim životinjama kao na primjer kukcima koje love štrcajući na njih ljepljivu sluz (zbog čega ih ponekad zovu i "pljujući crvi"). Suvremenoj zoologiji zanimljivi su zbog svog načina razmnožavanja, kao i zbog neobičnih načina oplodnje mnogih poznatih vrsta.
Crvonošci su vrlo vjerojatno bliski srodnici člankonožaca (Arthropoda) i dugoživaca (Tardigrada) i zajedno s njima čine takson Panarthropoda. Zbog toga, ranije su ih često opisivali "pola kolutićavac, pola člankonožac". Prvi rod ovog koljena znanstveno je opisao Landsdown Guilding 1825., smatrajući ih tada još neobičnim puževima (Gastropoda); naziv Onychophora dao im je Grube tek 1853.
To su jedine vrste preostale iz razdoblja kambrija kada je ovo koljeno bilo vrlo brojno, i smatra se da se danas nalaze u procesu izumiranja.

## Građa
Crvonošci su crvolike, segmentirane životinje s cilindričnim, s trbušne strane malo spljoštenim tijelom. Imaju niz parova tjelesnih izraslina kojima se koriste kao nogama. Veliki su između 0,5 i 20 centimetara, a imaju između 13 i 43 para "nožica". Vrlo su različitih boja s tankim poprečnim prugama, no pojedine vrste mogu imati i drugačije šare.
Izvana sasvim neupadljiva segmentiranost prepoznatljiva samo po ravnomjernom razmaku između nožica, pokazuje se i ravnomjernim, redajući se jedan za drugim, otvorima u koži (ostije): organa za izlučivanje (nefridiji) i koncentracije živčanog tkiva. Pojedini segmenti gotovo uopće nisu specijalizirani, čak se i glava razvija neznatno drugačije od bilo kojeg segmenta iza nje.

#### Tjelesne izrasline
Obilježje ovog koljena su "nožice" (stručni naziv im je lobopode. To su čunjaste, vrećaste izrasline na tijelu koje su iznutra šuplje i nemaju članke. Iako je broj ovih izraslina od vrste do vrste vrlo različit, njihova građa je kod svih vrlo slična. Čvrstoću im daje hidrostatički pritisak tjelesne tekućine.
Kreću se uglavnom pasivno, skupljanjem i širenjem cijelog tijela. Svakom nožicom pružaju se mišići koji ju mogu skratiti i savijati. Kako nožice nemaju članke, ovo savijanje može biti na bilo kojem mjestu njene duže.
Svaka nožica ima dvije kandžice građene od stvrdnutog hitina koje mogu uvući. Kandžice se uvlače u tri do šest trnovitih "jastučića" na koje se tijelo oslanja u mirovanju, ili kod kretanja po glatkoj podlozi. Kandžice se koriste uglavnom kod kretanja po neravnoj podlozi, kako bi tijelu osigurale čvrst oslonac.
Pored parova nožica, ove životinje imaju još tri tjelesne izrasline koje se nalaze na glavi sastavljenoj isto od tri segmenta. Na prvom segmentu je par prstenastih antena koje služe kao osjetilni organi, a na njihovom "korijenu" nalaze se, osim kod samo nekoliko vrsta koje su slijepe, vrlo jednostavne oči. Na drugom i trećem segmentu glave nalaze se izrasline usnog aparata.

#### Ostala građa
Različito od člankonožaca, crvonošci nemaju vanjski kostur (egzoskelet). Umjesto toga, oblik tijela im održava hidroskelet. Tjelesna stijenka sastoji se od vanjske kože koja nije građena od stanica, epiderme od jednog sloja stanica kao unutrašnje strane kože i u pravilu ispod toga sloj mišićnog tkiva uronjenog u vezivno tkivo.
Imaju otvoreni krvotok, a dišu jednostavnom difuzijom, a živčani sustav im je građen po principu ljestvi. Osjetila su im smještena na vrhovima četkastih dlačica na bradavičastim izraslinama, koje su povezane sa živčanim stanicama unutar tijela. Slijepe su samo neke vrste koje nastanjuju uglavnom špilje.
Sve vrste su odvojenih spolova, i vrlo često imaju izražen spolni dimorfizam. Pri tome su ženke obično duže od mužjaka, a mnoge vrste se pare prije nego ženka dostigne spolnu zrelost, i to samo jednom u životu. Razmnožavanje može biti oviparno, ovoviviparno ili viviparno, kako kod koje vrste.

## Prehrana
Crvonošci su grabežljivci i mogu uloviti životinje značajno veće od njih. Manje životinje ubijaju direktno, dok veće onesposobe za kretanje ljepljivom tekućinom vrlo bogatom proteinima. Štrcaju ju iz antena na glavi s udaljenosti i do 30 centimetara. Na taj način onesposobe čak i veće puževe. Inače ih se smatra ekološkim ekvivalentom stonoga (Chilopoda).

## Sistematika
- Koljeno Onychophora
  - Razred Onychophorida
    - Red † Paronychophora (izumrli)
      - Porodica † Onychodictyidae
        - Rod † Onychodictyon

    - Red Euonychophora
      - Porodica Peripatidae
        - Rod: † Cretoperipatus, Eoperipatus, Epiperipatus, Heteroperipatus, Macroperipatus, Mesoperipatus, Oroperipatus, Peripatus, Plicatoperipatus, Speleoperipatus, Typhloperipatus

      - Porodica Peripatopsidae
        - Rod: Acanthokara, Aethrikos, Akthinothele, Anoplokaros, Austroperipatus, Baeothele, Centrorumis, Cephalofovea, Critolaus, Dactylothele, Dystactotylos, Euperipatoides, Florelliceps, Hylonomoipos, Konothele, Lathropatus, Leuropezos, Mantonipatus, Metaperipatus, Minyplanetes, Nodocapitus, Occiperipatoides, Ooperipatellus, Ooperipatus, Opisthopatus, Paraperipatus, Paropisthopatus, Peripatoides, Peripatopsis, Phallocephale, Planipallipus, Regimitra, Ruhbergia, Sphenoparme, Symperipatus, Tasmania, Tasmanipatus, Tetrameraden, Vescerro, Wambalana

      - Porodica nesigurnog položaja (incertae sedis)
        - Rod † Helenodora

## Vanjske poveznice
|  | Zajednički poslužitelj ima još gradiva o temi Crvonošci |
|  | Wikivrste imaju podatke o taksonu Crvonošcima           |

- Znanstvena bibliografija  Arhivirana inačica izvorne stranice od 7. rujna 2006. (Wayback Machine) (engleski)
- Galerija (engleski)